# Parti vert de Somalie
Le Parti vert de Somalie (en somali : Xisbiga Cagaaran Soomaaliya) est le parti vert local de Somalie. Fondé en 1990, il a pour priorité les sujets relatifs à l'environnement. Le parti est membre des Verts de la Corne de l'Afrique au sein de la Fédération des partis verts d'Afrique, qui comprend les partis verts nationaux des autres États de la Corne de l'Afrique, à savoir Djibouti, l'Érythrée et l'Éthiopie.

## Quartier général
L'association a son siège à Mogadiscio et Jilib, dans le sud de la Somalie. Il est également prévu d'ouvrir de nouvelles succursales du parti vert dans les régions autonomes du nord du Puntland et du Somaliland, ainsi que dans la région la plus méridionale de Kismaayo. De plus, le parti a son bureau international et de communication à Ottawa, en Ontario, au Canada.